# Diversidad sexual en Sudán
La diversidad sexual en Sudán se enfrenta a ciertos desafíos legales y sociales no experimentados por otros residentes. La homosexualidad es ilegal y puede castigarse con prisión, azotes e incluso la pena de muerte.

## Leyes sobre la homosexualidad
La actividad sexual entre personas del mismo sexo es ilegal en Sudán. El Código Penal de 1991 la contempla en varios artículos:

Artículo 19. El intento es la comisión de un acto que aparentemente demuestra la intención de cometer un delito, cuando el delito no se ha consumado por motivos ajenos a la voluntad del infractor.

Artículo 20. (1) Aquel que intente cometer un delito será castigado con la cárcel, por un período que no podrá exceder la mitad de la pena máxima prescrita para ese delito.... (2) Cuando la pena de cualquier delito sea la muerte ..., el castigo por el intento será de prisión por un período que no exceda los siete años.

Artículo 148. (1) Será considerado culpable de cometer sodomía aquel hombre que penetre su glande, o su equivalente, en el ano de ... otro hombre, o permita que otro hombre penetre su glande, o su equivalente, en su propio ano. (2)(a) aquel que cometa el delito de sodomía será castigado con cien azotes, y también podrá ser encarcelado por un período que no exceda los cinco años; (b) cuando el infractor sea condenado por segunda vez, será castigado con cien azotes y será encarcelado por un período que no exceda los cinco años; (c) cuando el infractor sea condenado por tercera vez, será castigado con la pena de muerte o con prisión perpetua.

Artículo 151. (1) Aquellos que cometan el delito de indecencia mediante cualquier acto sexual con cualquier persona, sin llegar a cometer sodomía, será castigado con no más de cuarenta azotes y podrá ser encarcelado por un período que no exceda un año o recibir una multa. (2) Cuando el delito de indecencia se cometa en un lugar público ... el infractor será castigado con no más de ochenta azotes, y también podrá ser encarcelado por un período que no exceda los dos años o recibir una multa.

Artículo 152. (1) Aquel que cometa, en un lugar público, un acto, o se comporte de forma indecente o de forma contraria a la mora pública, o vista de forma indecente o inmoral, que cause molestias a la sociedad, será castigado con no más de cincuenta azotes, con una multa o o con ambos. (2) El acto deberá ser contrario a la moral pública, a la religión del infractor o a las costumbres del país donde ocurre el acto.

## Sociedad tribal nuba en la década de 1930
El antropólogo británico Siegfried Frederick Nadel escribió sobre los pueblos nuba a finales de la década de 1930. Notó que entre los otoro, uno de los grupos étnicos, existía un rol especial travesti según el cual los hombres se vestían y actuaban como mujeres. El travestismo también existía en los pueblos moru, nyima y tira, y se han registrado matrimonios de Korongo y Mesakin por el excrex de una cabra.
Respecto de las tribus Korongo y Mesakin, Nadel describió una reticencia común entre los hombres ante el hecho de abandonar el placer de una vida al aire libre donde convivían solo con otros hombres para pasar a afianzarse de forma permanente:

Ambas tribus sienten que el matrimonio y la vida sexual perjudican la fortaleza física ... Los hombres jóvenes casados ... pasan cuatro o cinco noches con sus esposas en la aldea y luego regresan por dos semanas o un mes al campo de ganado ... Dicen que "no les gusta vivir en la aldeaQ. He llegado a conocer hombres de cuarenta y cincuenta años que pasan la mayoría de las noches con los jóvenes en el campo de ganado en vez de en sus casas en la aldea. ... Detrás de este sometimiento a regañadientes a la vida marital y adulta en general, detrás de los sentimientos secundarios del gusto por la vida de campo y la compañía masculina, descubrimos el miedo al sexo primario y abierto como destructor de la virilidad. No el sexo en el sentido efímero y físico -la incontinencia adolescente de estas tribus descarta esta idea- sino el sexo transformado en una obligación permanente, espiritual (como el amor) y social (como el matrimonio). No probaremos la profundidad psicológica de este antagonismo. Permítanme señalar dos cosas: primero, que ocurre en una sociedad matrilineal, es decir, una sociedad en la que los frutos de la procreación no le pertenecen al hombre. Segundo, que está acompañada no solo por un fuerte énfasis en la compañía masculina, sino también en el dominio de lo anormal, representado por la homosexualidad y el travestismo.

## Sociedad
La homosexualidad ha dividido a algunas comunidades religiosas. En 2006, Abraham Mayom Athiaan, un obispo de Sudán del Sur, lideró una separación de la Iglesia Episcopal de Sudán tras considerar que los líderes de la Iglesia no condenaban la homosexualidad con la fuerza que debían.
El Departamento de Estado de los Estados Unidos, en su informe sobre los derechos humanos de 2011, resaltó que:

La ley prohíbe la sodomía ...; sin embargo, no hay reportes de que se hayan aplicado estas leyes. No hay organizaciones conocidas de lesbianas, gays, bisexuales o transexuales. Existe una discriminación oficial basada en la orientación sexual y en el género. La discriminación social contra las personas LGBT está generalizada. Los vigilantes atacan a los hombres y mujeres sospechosos de ser homosexuales, y hay demostraciones públicas contra la homosexualidad.

El 9 de febrero de 2012 se fundó la primera asociación LGBT del país, Rainbow Sudan. Su fundador, conocido como Mohammed, declaró:

Un querido amigo mío me dio la idea de fundar Sudan Rainbow. Comenzamos trabajando juntos para crearlo y ahora me ayuda mucho con este proyecto. En la actualidad, tenemos un par de grupos que trabajan en línea y fuera de línea. Formamos una pequeña red de personas que trabajan de manera organizada para avanzar en la mayor cantidad de problemáticas LGBT que sea posible, para mostrar quiénes somos, para detener la discriminación y para que se reconozcan nuestros derechos. Brindamos educación sexual, apoyo psicológico y emocional y protección.

El 9 de julio de 2020, Sudán abolió la pena de muerte como castigo por sexo anal. No ha habido informes recientes de ejecuciones.
El Consejo Soberano de Sudán también eliminó la imposición de 100 latigazos y redujo la pena máxima de prisión por el tercer delito de muerte a cadena perpetua. Un primer delito se castiga con cinco años de cárcel y un segundo delito con siete años.